# Lacinipolia pallens
Lacinipolia pallens là một loài bướm đêm trong họ Noctuidae.